# Кітела Андрій Юрійович
Андрі́й Ю́рійович Кіте́ла  (нар. 13 грудня 2004, Стрий) — український професійний футболіст, правий захисник львівського «Руху».

## Клубна кар'єра
Народився у Стрию. Кітела починав кар'єру в академії з рідного міста, де його першими тренерами були Василь Багрич та Віталій Пономарьов. Потім продовжив навчання в академіях «Карпат» та «Руху».
У вересні 2020 року підписав контракт із клубом української Прем'єр-ліги «Рух» (Львів). Вперше зігравши за команду U-19 «Руху» 6 березня 2021, Кітела за три роки став капітаном юнацької команди львів'ян та одним із найкращих гравців чемпіонату U-19. Дебютував в елітному дивізіоні 19 жовтня 2022 року у виїзному матчі проти полтавської «Ворскли», у якому його команда виграла 1:0. Втім, попри хороші показники в чемпіонаті U-19, Кітела провів лише 5 матчів у Прем'єр-лізі в сезоні 2022/23, а в першому колі наступного взагалі не грав через конкуренцію за позицію правого захисника з досвідченішими Олексієм Сичем і Віталієм Романом. Паралельно виступав за резервну команду «Рух-2»: з 2021 в Прем'єр-лізі та кубку Львівської області (зокрема, й зіграв у першому матчі в історії команди 1 серпня 2021), а зі здобуттям дублем професіонального статусу влітку 2023 — і в другій лізі.